# Поликарето (Козенца)
Поликарето је насеље у Италији у округу Козенца, региону Калабрија.
Према процени из 2011. у насељу је живело 275 становника. Насеље се налази на надморској висини од 898 м.